# سئونبی
سئونبی (انگلیسی: Seonbi، مک‌کیون–ریشاور: sŏnbi) افراد فرهیخته در دوره گوریو و چوسون کره بودند که بدون پست دولتی به مردم خدمت می‌کردند، ترجیح می‌دادند از ثروت و قدرت صرف نظر کنند تا در زندگی درستکار باشند.
امروزه سئونبی فردی مطلع شناخته می‌شود که طمع به ثروت ندارد، اما برای عدالت و اصول ارزش قائل است.
همچنین به عنوان استعاره برای یک فرد خوش رفتار و جدی به کار می‌رود. برای جوانان امروزی کره جنوبی که نظر مساعدی نسبت به کنفوسیانیسم ندارند، سئونبی نامتعارف به نظر می‌رسد.

## فلسفه
سئونبی‌ها می‌بایست مهذب به اخلاق کریمه. با حیا و پایبند به حقیقت و عدالت اجتماعی باشد.
آموزش از اهمیت زیادی برخوردار بود و از آن به عنوان «روشنگری و شناخت» یاد می‌شد و seonbi در موسسات seowon تحصیل می‌کردند.
فرهیختگی سئونبی در کنترل ذهن و بروز ذهن حقیقی است و هنوز هم توسط بسیاری از مردم کره جنوبی ارزشمند است.
سئونبی پیگیر عدالت اجتماعی و با سختی‌های طبقه عادی همدردی عمیق داشته و هزینه آن را در دستگاه پادشاه پرداخت می‌کرده‌اند. به دلیل شهرتشان به درستی و فساد ناپذیری، در نظر عامه به عنوان مردان شرافتمند و در تقابل با طبقه حاکم یانگبان بودند.
نمونه متأخرین سئونبی‌ها :
- لی جونگی در درام کره ای محققی که شب راه می‌رود
- کیم سو هیون در درام کره ای عشق من از ستاره
- بائه یونگ جون در فیلم کره ای رسوایی ناگفته
- طلسم seonbi در بازی Crossy Road
- چو جائه هیون در درام کره ای جونگ دوجئون